# Kelemen Benő
Nagy-ernyei ifjabb Kelemen Benő (Kelemen Benjámin) (Szentmihály, 1792. április 9. – Szucság, 1883. június 3.) unitárius nagybirtokos, jószágigazgató.

## Élete
Kelemen Benjámin unitárius lelkész fiaként született, 1801-ig apja nevelte és tanította. Szeptember 1-jén a székelykeresztúri unitárius középiskolába vitték; a szünidőket Segesvárt töltötte a német nyelv tanulása végett. 1809-ben Kolozsvárott folytatta és 1814 augusztusában végezte tanulmányait az unitárius kollégiumban. Augusztusban a marosvásárhelyi kancelláriára ment; 1815 augusztusában és 1816 nyarán az Erdélyből a bukovinai havasokon át vezető útkészítő bizottság tagja volt. Az ügyvédi cenzúrát is letette és 1816-tól csaknem félszázadig a báró Wesselényiek zsibói uradalmában volt gazdatiszt és jószágigazgató; a nagy báró Wesselényi Miklóshoz, akivel sűrűn levelezett, baráti viszony fűzte; mentora, tanácsadója volt 1850. április 21-én történt halálaig. Ezután még 25 évig viselte fiainak és azok jószágainak gondját. Az Egyházi Képviselőtanács 1873. június 22-ei ülésén azt a bejelentést tette, miszerint megvásárolta a Görbeszappan utca sarkán található házas telket, ami a kolozsvári Unitárius Kollégium épülete mögött állt, és kóroda létesítésének céljára az iskolának adományozza. 1875-ben lépett nyugalomba szucsáki (Kolozs vármegye) jószágára.

## Családja
Neje felsőcsernatoni Bod Katalin volt (Bod Péter utóda), született 1805. március 21-én, egybekelt vele 1826-ban; meghalt 1885. március 19-én.

## Munkássága
Fellendítette az erdélyi lótenyésztést, létrehozta a híres Wesselényi-féle ménest. 20000 Ft alapítványt tett az unitárius egyház nevelésügyi céljaira, valamint más jótékony célokra is áldozott.
Bölöni Farkas Sándorral, akivel baráti viszonyban élt, szintén levelezett; a báró Wesselényi Miklóssal folytatott levelezésből és egyéb leveleiből is közöl néhányat Jakab Elek a róla írt jellemrajzban; az Ismertetőbe és N. Társalkodóba (1839.) írt cikkeket.

## Emlékezete
Terméskőből készült tábla állt egykor az általa létesített kórházon a következő felirattal:  Unitárius Főtanoda Kórháza. Alapította Kelemen Benjámin 1873-ban. Ez napjainkban valahol az unitárius kollégium épületének második emeleti teológiai helyiségben kallódik.